# Diestrammena brevicauda
Diestrammena brevicauda är en insektsart som först beskrevs av Heinrich Hugo Karny 1933-1934.  Diestrammena brevicauda ingår i släktet Diestrammena och familjen grottvårtbitare. Inga underarter finns listade i Catalogue of Life.